# Araxá
Araxá är en stad och kommun i östra Brasilien och ligger i delstaten Minas Gerais. Kommunens befolkning uppgick år 2014 till cirka 100 000 invånare.

## Administrativ indelning
Kommunen var år 2010 indelad i två distrikt:
- Araxá
- Itaipu de Araxá